# Докудове
Докудове (біл. вёска Дакудава) — село в складі Крупського району Мінської області, Білорусь. Село підпорядковане Хотюхівській сільській раді, розташоване в східній частині області.
Рішенням Мінської обласної ради депутатів від 30 жовтня 2009 року, щодо змін адміністративно-територіального устрою Мінської області, село Докудове, уже колишньої Докудовської сільської ради, підпорядковане Хотюхівській сільській раді.